# Parti travailliste islamique
Le Parti travailliste islamique (persan : حزب اسلامی کار) est un parti politique réformiste iranien, résultat de la scission avec le parti Maison des travailleurs.
Le parti soutient le programme de réforme de Mohammad Khatami.

## Membres notables
Entre 1985 et 2001, Abolghasem Sarhadizadeh et Hossein Kamali, membres du parti, furent ministres du travail et des affaires sociales. Actuel ministre du travail, des entreprises et de la protection sociale, Ali Rabiei occupe ce poste depuis 2013. Les membres du parti siègent également au Majlis (Parlement iranien).
- Soheila Jolodarzadeh